# Lufeng
Lufeng is een stad in de prefecuur Shanwei in de provincie Guangdong van China. Bij de volkstelling van 2020 had de stad 545.474 inwoners.